# Black Iron Inc.
Black Iron Inc. — канадська компанія з розвідки та видобутку залізної руди. Головний офіс розташований у Торонто, Канада.
Компанія реалізовує проєкт із видобутку залізної руди на Шиманівському родовищі у Кривому Розі. Акції компанії котируються на Торонтській (основний лістинг) та Франкфуртській біржах, а також у позабіржовому обігу у США.

## Історія
У 2010 році компанія придбала Geo Alliance, дочірню компанію Віктора Пінчука на Кіпрі, яка мала ліцензію на розробку Шиманівського залізорудного родовища. Компанія зареєстрована як Black Iron (Кіпр), якій належить 100% ТОВ "Шиманівське стіл".
У 2011 році компанія залучила $36 млн в рамках первинного розміщення акцій на фондовій біржі Торонто.
У 2013 році компанія Black Iron підписала юридично зобов'язувальну угоду з холдингом "Метінвест", відповідно до якої "Метінвест"  інвестував $20 млн для придбання 49% Black Iron і повинен був інвестувати ще $536 млн під час будівництва проєкту.
У 2014 році Black Iron підписала із морським портом “Південний” протоколи про забезпечення щорічної перевалки 9,5 млн т залізорудної сировини, а із Дніпровською залізницею - про перевезення до 20 млн т сировини до порту.
Крім того, було також підписано угоду про постачання електроенергії з ДТЕК Дніпрообленерго.
У червні того ж року на засіданні Криворізької міської ради депутати домовились про надання ТОВ “Шиманівське Стіл” гірничого відводу на території родовища для подальшої реєстрації. Документ передбачав перенесення домоволодінь у селах Рудничне, Степне та Рахманівка. Наприкінці 2014 року проєкт заморозили через війну на сході України, через яку будівництво не змогли почати.
У 2016 році через конфлікт на сході України «Метінвест» продає 49% частки назад компанії Black Iron.
У 2018 році керівництво компанії Black Iron розділило проєкт на дві фази реалізації, для легшого залучення фінансування його будівництва. У вересні компанія отримала офіційну пропозицію Кабінету Міністрів України щодо оренди державної землі під розробку родовища.
У 2019 році Black Iron оголосила про підписання необов'язкового меморандуму з дочірньою компанією Glencore щодо переговорів про початкові інвестиції в будівництво в обмін на гарантовану покупку майбутнього продукту.
У листопаді компанія узгодила з урядом умови отримання землі. Зокрема, був підписаний меморандум, в рамках якого Міністерство оборони погодилось передати компанії 1263 гектари землі, що прилягає до Шиманівського родовища. Натомість Black Iron зобов'язується виплатити компенсацію, яку буде використано для будівництва службових квартир для українських військових.

## Теперішній стан
Загальний орієнтовний обсяг інвестицій у проєкт становить $1.1 млрд на основі прогнозованого виробництва 8 млн т на рік.
У 2020 році було підписано попередню угоду з інституційним інвестором із США про надання роялті-фінансування в розмірі 100 мільйонів доларів на будівництво.
У 2021 році Black Iron прийняла пропозицію від Cargill про придбання перших 4 млн т  залізної руди, що буде вироблятися щороку протягом десяти років, в обмін на інвестиції у проєкт $75 млн.
Перший етап передбачає створення виробництва потужністю 4 млн т на рік. Його вартість становить $452 млн.
Розширення другої фази до 8 млн. т на рік коштуватиме 364 млн. дол. і фінансуватиметься коштами, отриманих від реалізації першої фази проєкту.